# مدل پروپاگاندا
پروپاگاندا (انگلیسی: propaganda model) شکلی از ارتباط است که هدفش تحت تأثیر قرار دادن عقاید یک جامعه به سوی دلایل و جوانبی است که برای شخص یا گروهی مفید باشد.
مدل پروپاگاندا مدلی مفهومی – با وجودی که از طرف مخالفان متهم به تئوری توطئه شده است - در اقتصاد سیاسی است که توسط ادوارد هرمان و نوام چامسکی ارائه شده است و نشان می‌دهد چگونه پروپاگاندا، شامل سوگیری نظام‌مند، در رسانه‌های عمومی عمل می‌کند. این مدل به دنبال این است که نشان دهد چگونه مردم پروپاگاندایزه می‌شوند و چگونه رضایت برای سیاست‌های اقتصادی، اجتماعی و سیاسی در ذهن مردم بر اساس این پروپاگاندا «ساخته» می‌شود.
این تئوری نشان می‌دهد که روشی که طی آن اخبار ساخته می‌شوند (از طریق تبلیغات، منابع دولتی، صاحبان رسانه و غیره) یک تقابل علائق ذاتی را به وجود می‌آورد که به عنوان پروپاگاندا برای نیروهای غیر دموکراتیک عمل می‌کند.

## مقدمه
«مدل پروپاگاندا» که برای اولین بار در کتاب ساختن رضایت: اقتصاد سیاسی رسانه‌های جمعی (فیلترهای خبری) در سال ۱۹۸۸ ارائه شد، رسانه‌های خصوصی را به عنوان علاقه‌مندان به تجارت به فروش محصول (خوانندگان و بینندگان) به تجارت‌های دیگر (تبلیغات‌گران) نشان می‌دهد، به جای ارائهٔ اخبار با کیفیت به عموم مردم. با تشریح کارکردهای اجتماعی رسانه‌ها، چامسکی می‌نویسد:
«... مطالعهٔ نهادها و نحوهٔ عملکرد آنها، جدا از عناصر حاشیه‌ای یا یک ادبیات نسبتاً مبهم علمی، باید با وسواس نادیده گرفته شود»
چامسکی - توهم الزامی: کنترل افکار در جوامع دموکراتیک
این تئوری ادعای وجود پنج سطح فیلتر را می‌کند که نوع اخبار در رسانه‌های خبری را تعیین می‌کنند. این پنج فیلتر عبارتند از:
- مالکیت رسانه
- منابع درآمد رسانه
- منابع
- مؤاخذه
- ایدئولوژی ضد کمونیستی[۱]

### مالکیت رسانه
گفته می‌شود اندازه و ضرورت سودجویی در شرکت‌های رسانه‌ای غالب ایجاد سوگیری می‌کند. نویسندگان اشاره می‌کنند که چگونه در اوایل قرن نوزدهم نشریات رادیکال انگلیسی ظهور کردند که به نگرانی‌های کارگران می‌پرداخت ولی مالیات‌ها سنگین که برای محدود کردن مالکیت روزنامه‌ها به ثروتمندان طراحی شده بود شروع به تغییر دادن این ماهیت کرد. با این وجود درجاتی از تفاوت باقی‌ماند. در بریتانیای پس از جنگ، روزنامه‌های رادیکال یا طرفدار طبقهٔ کارگر همچون دیلی هرالد، نیوز کرونیکل، ساندی سیتیزن (هیچ‌کدام نتوانستند به دیگر انتشارات ملحق شوند) و دیلی میرور (دستکم تا دههٔ ۱۹۷۰) به‌طور منظم مقالاتی برای زیر سؤال بردن نظام سرمایه‌داری منتشر می‌کردند. نویسندگان ادعا می‌کنند که این روزنامه‌های رادیکال اولیه با مالکیت شرکتی محدود نشده بودند و بنابراین برای انتقاد از نظام سرمایه‌داری آزاد بودند.
هرمان و نوام چامسکی مدعی‌اند از آنجا که رسانه‌های اصلی بخشی از شرکت‌های بزرگ و کانگلومراها (شرکتهای ادغام‌شده مانند وستینگ هاوس و جنرال الکتریک) هستند؛ اطلاعاتی که از این مجاری به عموم می‌رسد با توجه به علایق آن‌ها سوگیری دارد. این کانگلومراها به شدت فراتر از مرزهای سنتی رسانه‌ها فعالیت می‌کنند و بنابراین علایق مالی بسیار زیادی دارند که ممکن است با درز اطلاعاتی خاص به عموم مردم به خطر بیفتد. با این تفاسیر اخباری که به علایق مالی شرکت‌های صاحب رسانه آسیب می‌زند بیش از همه مورد سوگیری و سانسور قرار می‌گیرد. این منطق آن گونه پیش می‌رود که اگر برای رسیدن به حداکثر سود می‌بایست عینیت اخبار را قربانی کرد، بنابراین منابع خبری که نجات می‌یابد در مورد اخباری که برخورد علایق دارند از بنیان سوگیری داشته باشد.

### درآمد
دومین فیلتر مدل پروپگاندا درآمد به‌دست‌آمده از طریق آگهی‌های تجاری است. بیشتر رسانه‌ها می‌بایست مقدار زیادی تبلیغات جذب کنند تا بتوانند هزینه‌های تولید خود را پوشش دهند؛ بدون این منبع روزنامه‌ها مجبور به افزایش قیمت هستند. رقابت سختی میان رسانه‌ها برای جذب آگهی‌دهنده‌ها جریان دارد؛ روزنامه‌ای که تبلیغات کمتری از رقیب خود جذب کرده، در موقعیت به شدت ضعیف‌تری از رقیب خود قرار دارد. نبود منابع درآمد از این راه برای روزنامه‌های مردمی قرن نوزده و بیست از دیگر عوامل نابودی این روزنامه‌ها بود.
محصول از خوانندگان ثروتمندی تشکیل شده که روزنامه را خریداری می‌کنند –که البته به عنوان قشر تحصیل کرده و تصمیم گیرندهٔ مردم در نظر گرفته می‌شوند- در حالی که کارگزاران اصلی که روزنامه به آنان خدمت می‌کند شرکت‌هایی هستند که برای آگهی محصولاتشان تبلیغ می‌کنند. بر اساس این فیلتر، اخبار خود چیزی جز فیلتری که برای جذب خوانندگان مرفه و تصمیم‌گیر برای دیدن آگهی‌ها نیست. آگهی متن اصلی است و هر گونه شکلی به خود می‌گیرد تا خوانندگان را به خود جلب کند. اخباری که با حال و هوای خرید در تضاد است یا اطلاعاتی که تصویری از جهانی که رو به زوال را نشان می‌دهد، به حاشیه رانده می‌شود یا به کل کنار گذاشته می‌شود. این تئوری بیان می‌دارد که مردمی که روزنامه را خریداری می‌کنند خود محصولاتی هستند که به آگهی دهندگان فروخته می‌شوند و خود اخبار ماهیتی حاشیه‌ای دارند.

### مؤاخذه
چهارمین فیلتر مؤاخذه (توپخانه ضدهوایی=Flak) است که هرمان و چامسکی آن را به عنوان بازخورد منفی به بیانات رسانه یا برنامه‌ها رادیو و تلویزیون می‌دانند. مؤاخذه می‌تواند شکل‌های گوناگون به خود بگیرد: نامه، تلگراف، تلفن، تومار پرونده‌های قضایی، سخنرانی و حتی لوایح پیشنهادی به مجلس، و دیگر اشکال شکایت، تهدید و فعل تنبیهی. سازمان‌های تجاری مرتباً گرد هم می‌آیند تا ماشین‌های مؤاخذه را سامان دهند.
واژهٔ مؤاخذه بدین منظور از طرف هرمان و چامسکی مورد استفاده قرار گرفته که تلاش هدفمند برای بی‌ارزش کردن مخالفت‌های شخصی یا سازمانی علیه فرضیه‌های موجود را نشان دهد؛ فرضیه‌هایی که مورد علاقهٔ قدرت حاکم است. برخلاف مکانیزم‌های سه فیلتر اول –که از تحلیل مکانیزم بازار آزاد منبعث شده‌اند- مؤاخذه، توسط تلاش‌های هماهنگ و عمدی برای مدیریت اطلاعات عمومی شناخته می‌شود.

### ضد کمونیسم و ترس
پنجمین و آخرین فیلتری که هرمان و چامسکی شناسایی می‌کنند «ضد کمونیسم» است. کتاب ساختن رضایت در زمان جنگ سرد نوشته شد. چامسکی این مدل را به عنوان «ترس» به روز کرده است، معمولاً به نام «دشمن» یا «دیکتاتور شیطانی»، شامل سرهنگ قذافی، صدام حسین و اسلوبودان میلوسویچ.
ضد ایدئولوژی، ترس و نفرت عمومی را نسبت به گروهی که تهدیدی بالقوه به‌شمار می‌روند را برمی‌انگیزد، خواه واقعی باشد، بزرگنمایی شده یا توهمی. کمونیسم طبق این تئوری زمانی تهدید اول بود. کمونیسم و سوسیالیسم با نظر مخالفانشان تصویر می‌شدند و با ویژگی‌های به خطر افکندن آزادی بیان و نشریات مورد حمله قرار می‌گرفتند. هرمان و چامسکی عقیده دارند این تصویرسازی‌ها معمولاً برای ساکت نگاه داشتن صداهایی بود که منتقد علایق حاکم بودند.

## انتقادات به مدل پروپاگاندا
کلاهن و مولن دو موج انتقادی به مدل پروپاگاندا را شناسایی می‌کنند. این دو اشاره می‌کنند که پس از انتشار این مدل در سال ۱۹۸۸، توجهی کمتر از آنچه هرمان و چامسکی پیش‌بینی می‌کردند به این مدل در مطالعات رسانه‌ای شد. طبق انتظار هرمان و چامسکی و مدل پروپاگاندا نیز، این مدل از طرف رسانه‌ها مورد بی‌توجهی قرار گرفت، چنانچه مدیالنز گزارش می‌دهد، به مدل پروپاگاندا تا سال ۲۰۰۴ تنها یک بار در نشریهٔ گاردین اشاره شده.

### موج اول انتقادات: ارتداد (اواخر دههٔ ۱۹۸۰ و اوایل دههٔ ۱۹۹۰)
در زمان موج اول انتقادات به مدل پروپاگاندا، بسیاری از متخصصین و محققان، به‌طور عمده این مدل را رد کردند. در بحث‌های مطرح شده در این دوره منتقدان اشاره می‌کنند که مدل پروپاگاندا قدرت نظام پروپاگاندا را بزرگنمایی می‌کند و اثر مخالفت‌های مردمی را کوچک جلوه می‌دهد و به علایق نخبگان محدود می‌کند، دیدگاه تئوری توطئه در مورد رسانه‌ها ارائه می‌دهد، جسم سختی برای تحلیل است، سیاست زده است، جبری، کارکردگرا و ساده انگارانه است، و تأثیر حرفه‌ای‌گری ژورنالیستی را در نظر نمی‌گیرد. نکتهٔ مهم در تمامی این انتقادات این است که این منتقدان با مدل پروپاگاندا با اصطلاحات خودش مواجه نشده‌اند، در مقابل اینان ادعایی را به هرمان و چامسکی نسبت می‌دهند که ایشان مطرح نکرده‌اند و از پاسخ به دلایل رفتار رسانه‌ها که توسط هرمان و چامسکی مشاهده شده است سرباز می‌زنند. این اجتناب از موضوعی آشکار برخلاف علوم اجتماعی خوب است، که در آن پژوهشگران به یافته‌ها ی محققان دیگر نقد وارد می‌کنند. این انتقادات توسط هرمان و کلاهن پاسخ داده شده است.

### موج دوم انتقادات: اشتغال (اوایل دههٔ ۲۰۰۰)
طی دومین موج انتقادات، اشتغال بیشتری با مدل پروپاگاندا صورت گرفت و مباحث اساسی بیشتری پیش گرفته شدند. در رابطه با نتایج و روش‌شناسی مباحث بسیاری نیز شکل گرفت.

#### جان کرنر در برابر جفری کلاهن (۲۰۰۲–۲۰۰۳)
اولین تبادل نظر دربارهٔ مدل بین جان کرنر و جفری کلاهن در مجلهٔ اروپایی ارتباطات در سال‌های ۲۰۰۲ و ۲۰۰۳ شکل گرفت. جفری کلاهن با رد بسیاری از انتقادات وارد شده بر مدل – توطئه وار بودن، جبرگرایی و کارکردگرایی، تشابه با مدل دروازه‌بانی خبر، رد حرفه گرایی ژورنالیستی، شکست در نظریه‌پردازی تأثیرات رسانه و این پیش‌فرض که علایق طبقهٔ حاکم واحد است – دوباره این مدل را مطرح می‌کند و بر پنج فیلتر و راهبرد روش‌شناسی آن تمرکز می‌نماید.
در پاسخ کرنر، تشکیک می‌کند که مدل که برای توصیف عملکرد رسانه‌ها در ایالات متحده طراحی شده بتواند در کشورهای دیگر با نظام‌های رسانه‌ای و ساختار سیاسی بسیار متفاوت، قابل تعمیم باشد. دوم، کرنر می‌پرسد مدل پروپاگاندا چه بینش نظری جدیدی وارد مطالعات رسانه‌ای اروپایی می‌کند. سوم، کرنر شکایت می‌کند که فرض شده است پنج فیلتر بدون هیچ گونه مختصات و کیفیت‌های بیشتری عمل می‌کند و این منجر شده است به دیدگاهی کل گرا و نهایی از عملکرد رسانه‌ها. چهارم، کرنر مفهوم فیلتر را نقد می‌کند و می‌پرسد که فرایند فیلتر شدن خود تولیدکنندهٔ پیام‌های رسانه‌ای موجود است یا تنها در خدمت اصلاح آن چیزی است که پیشتر وجود داشته. پنجم، کرنر طرفداران مدل پروپاگاندا را متهم می‌کند که مطالعات با سابقهٔ رسانه‌ای اروپایی را نادیده می‌گیرند که ریشه در تحلیل انتقادی مارکسیستی و روابط رسانه-دولت-بازار دارد. ششم، کرنر می‌پرسد که آیا مدل اصول لیبرال را رد می‌کند یا از آن حمایت می‌نماید؛ آیا کارکنان رسانه که در نظام پروپاگاندا دخیلند از عمل و تأثیراتش آگاهند یا خیر؛ و همچنین با به کار گرفتن مفاهیمی چون «شستشوی مغزی تحت آزادی» و «کنترل افکار» مدل نگران تأثیرات رسانه است یا رفتار آن‌ها.
در پاسخی دیگر، کلاهن بر جذابیت مدل پروپاگاندا از دیدگاه علوم اجتماعی، مخصوصاً از جهت سهولت آزمون پیش‌بینی‌های آن تأکیدی دوباره می‌کند. وی، برخلاف کرنر که این مدل را "بسته می‌داند، کلاهن بحث می‌کند که عمل پنج فیلتر مشروط و متغیر است؛ بنابراین مدل در همین رابطه منعطف و "باز" است.

#### دیوانخانهٔ چامسکی: اریک هرینگ و پیرس رابینسون (۲۰۰۳)
هرینگ و رابینسون اشاره می‌کنند که آثار چامسکی مورد اغماض است و نادیده گرفته می‌شود. ایشان در مقاله‌ای دیگر با عنوان «چامسکی، بیش از حد مجادله‌آمیز یا بیش از حد انتقادی» توضیحی سازمانی برای نادیده گرفته شدن چامسکی عنوان می‌کنند و آن را به دلیل عملکرد فیلتر مؤاخذه می‌دانند، که تحلیل و دیدگاه ضد-نخبه را سرکوب می‌کند، و اشاره می‌کنند که دانشگاه‌ها بخشی از ساختار دولتی-شرکتی هستند.

#### الیور بوید-بارت و فیلتر ششم (۲۰۰۴)
بوید-بارت از روش‌شناسی مدل شکایت می‌کند و اشاره می‌کند که مدل نشان نمی‌دهد که وزن هر کدام از فیلترها در زمینه‌های مختلف به چه میزان است. نیز وی اشاره می‌کند که مدل تنها به ویژگی‌های ساختاری پرداخته است و بازبینی این مدل را خواستار شده است. وی به علاوه، فیلتر ششمی ارائه می‌دهد که آن را "خرید سهم " روزنامه‌نگاران و رسانه‌های آن‌ها توسط سازمان‌های جاسوسی می‌نامد.

#### کرت لنگ و گلادیس لنگ دربرابر هرمان و چامسکی (۲۰۰۴)
دومین تبادل نظر در بارهٔ مدل پروپاگاندا میان کرت و گلادیس لنگ و هرمان و چامسکی در مجلهٔ ارتباطات سیاسی در سال ۲۰۰۴ شکل گرفت. لنگ و لنگ انتقاد می‌کنند که هرمان و چامسکی نیتی سیاسی از ارائهٔ این مدل داشته‌اند و نمونه‌گیری و آزمون‌های تجربی آنان را زیر سؤال می‌برند و اشاره می‌کنند که ایشان از ارائهٔ نمونه‌گیری خود سر باز زده‌اند. همچنین لنگ و لنگ واژهٔ «نسل‌کشی» به کار رفته در کتاب هرمان و چامسکی را به چالش می‌کشند. نیز شکایت می‌کنند که چامسکی و هرمان از این که چگونه وقایع تبدیل به خبر شده‌اند اطلاعی نداشته‌اند و ایشان را متهم می‌کنند که پیش فرضی داشته‌اند که این اطلاعات در دست بوده ولی از نظام تولید رسانه‌ها خارج شده است. ایشان همچنین به هنجارهای روزنامه‌نگاری و حرفه‌ای‌گری اشاره می‌کنند که بازدارندهٔ آن چیزی است که چامسکی و هرمان پیش‌بینی کرده‌اند.
هرمان و چامسکی در پاسخ خود از شیوهٔ نمونه‌گیری خود دفاع می‌کنند و اشاره می‌کنند که بر حسب اهمیت موضوعات و پوششی که رسانه‌ها به آن‌ها داده‌اند برگزیده شده‌اند. از طرفی واژهٔ نسل‌کشی مورد نظر خود را تعریف می‌کنند و لنگ و لنگ را برای زیر سؤال بردن این واژه متهم به سوگیری سیاسی می‌کنند. نیز ایشان به شیوهٔ انتخاب اخبار «ارزشمند» و «غیر ارزشمند» اشاره می‌کنند و می‌پرسند که این چه چیزی است که این ارزش را تعیین می‌کند، با این حال ایشان اشاره می‌کنند که تأکید خود را همچنان بر نتایج تجربی مطالعاتشان می‌دانند، چرا که در آنجاست که حقایق قاطعی دربارهٔ رسانه‌ها وجود دارد و اشاره می‌کنند که لنگ و لنگ هیج توضیح جایگزینی برای این سوگیری‌ها در رسانه‌ها ارائه نمی‌دهند.
در پاسخ لنگ و لنگ بحث می‌کنند که فرایند تولید رسانه‌ها محصولات مذاکره‌ای هستند (برساخت‌های اجتماعی) و نه کنترل شده. ایشان باز هم یافته‌های تجربی هرمان و چامسکی را مورد سؤال قرار می‌دهند و باز هم مفهوم «نسل‌کشی» ایشان را به چالش می‌کشند. هرمان و چامسکی نیز در پاسخی دوباره به این مشکلات پاسخ دادند.

#### کالین اسپارکس و بازبینی مدل پروپاگاندا (۲۰۰۷)
اسپارکس، ادعای هرمان و چامسکی در بارهٔ رضایت و مخالفت نخبگان (ذیل فیلتر منبع) را به چالش می‌کشد، و دوگانگی استراتژیکی-تاکتیکی که ایشان فرض گرفته‌اند را مورد سؤال قرار می‌دهد و اشاره می‌کند که نه تنها طبقه سرمایه‌داری غالباً به دلایل علایق خاص خود منقسم می‌شوند، بلکه نظام‌های اقتصادی و سیاسی کشورهای دیگر تفاوت زیادی با آن ایالات متحده دارد. اسپارکس تأکید می‌کند که می‌باید میان عملکرد و نقش رسانه‌های نخبه و رسانه‌های جمعی تفاوت قایل شد؛ وی بحث می‌کند که وابستگی به منبع مقبولیت ژورنالیستی را تضمین نمی‌کند – آنچنان که منابع نخبه ممکن است جدا و تقسیم شده باشند و از این رو جا را برای منابع جایگزین، غیر شرکتی و غیردولتی باز کنند؛ و نیز تصریح می‌کند که روزنامه‌نگاران، به دلیل موقعیت اجتماعی شان، گاهی از دستورها دولتیان، مدیران و صاحبان سر باز می‌زنند.